# Wiener Eistraum

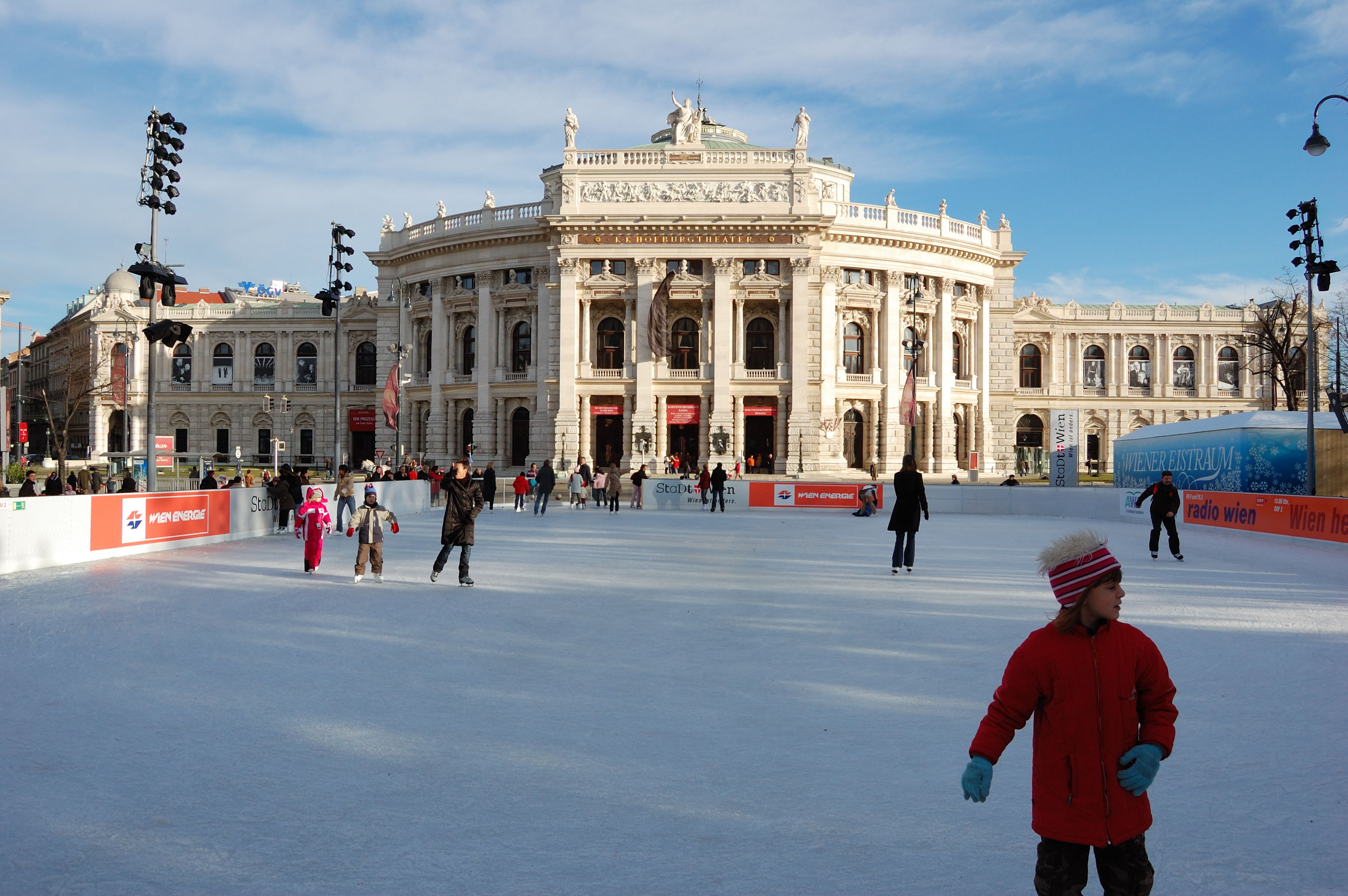
Wiener Eistraum 2008 mit Burgtheater im Hintergrund

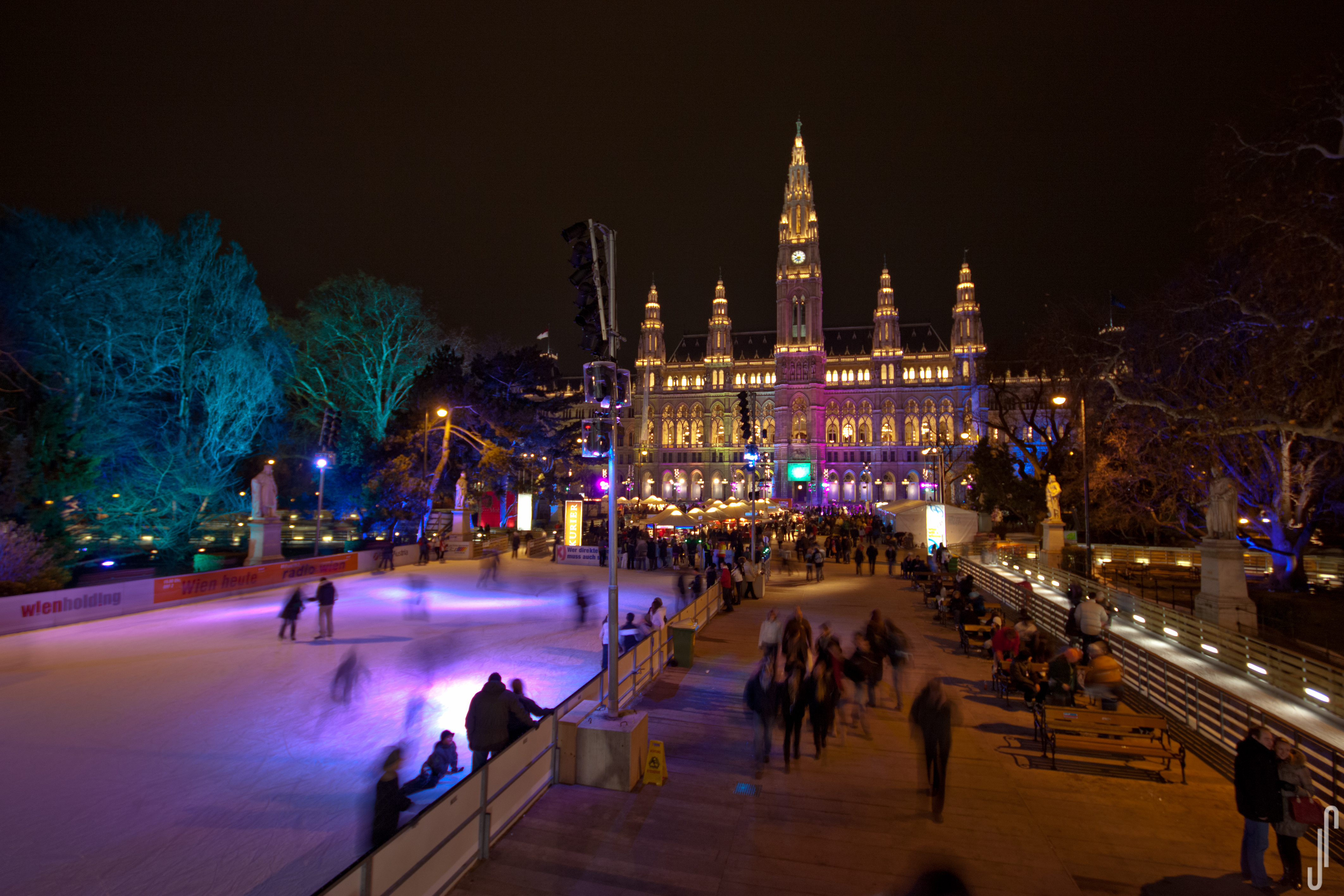
Wiener Eistraum 2010

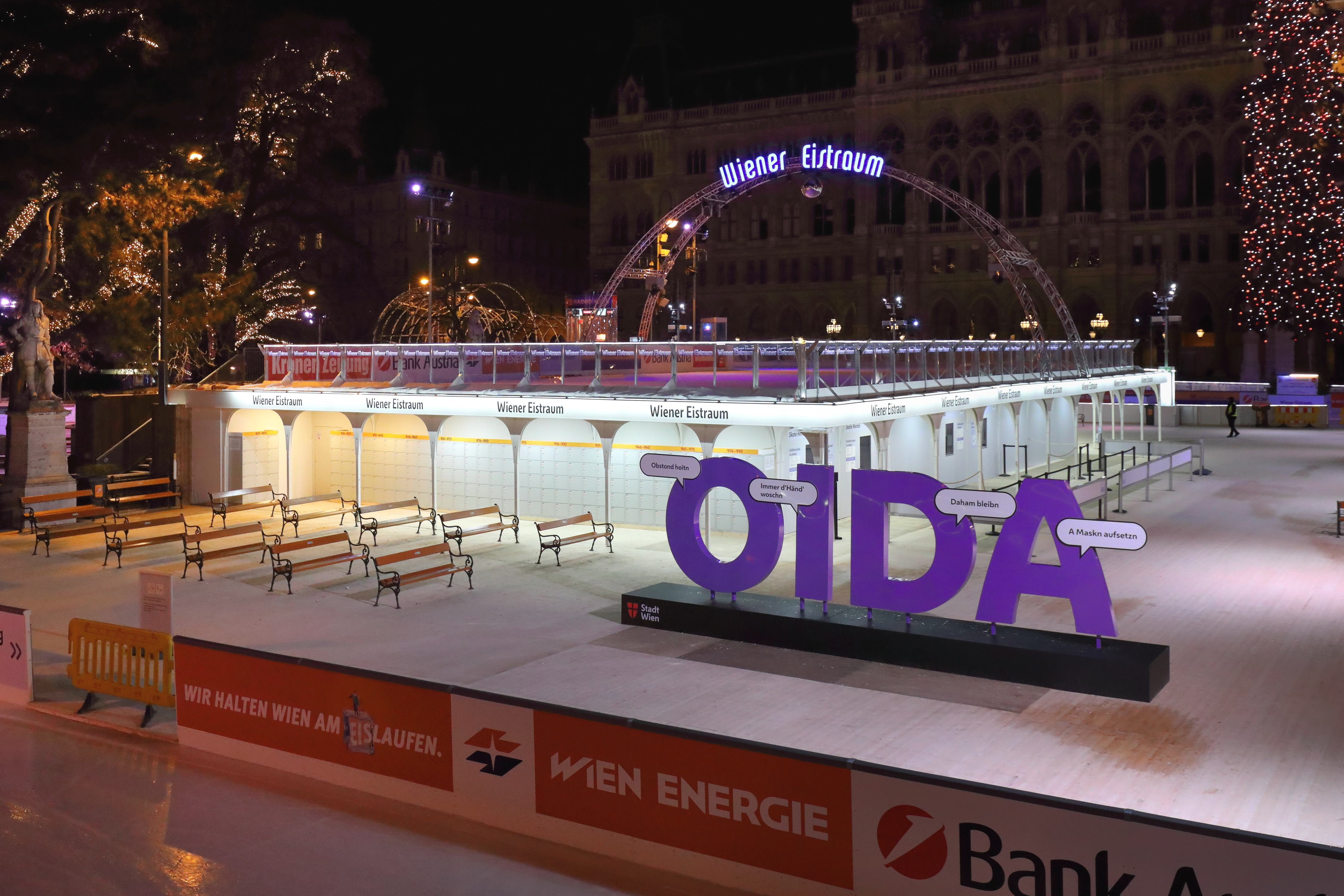
Das „Zentralgebäude“ mit den Schließfächern und dem „Sky Rink“ auf dem Dach, sowie den „OIDA“-Regel davor im Corona-Jahr 2020

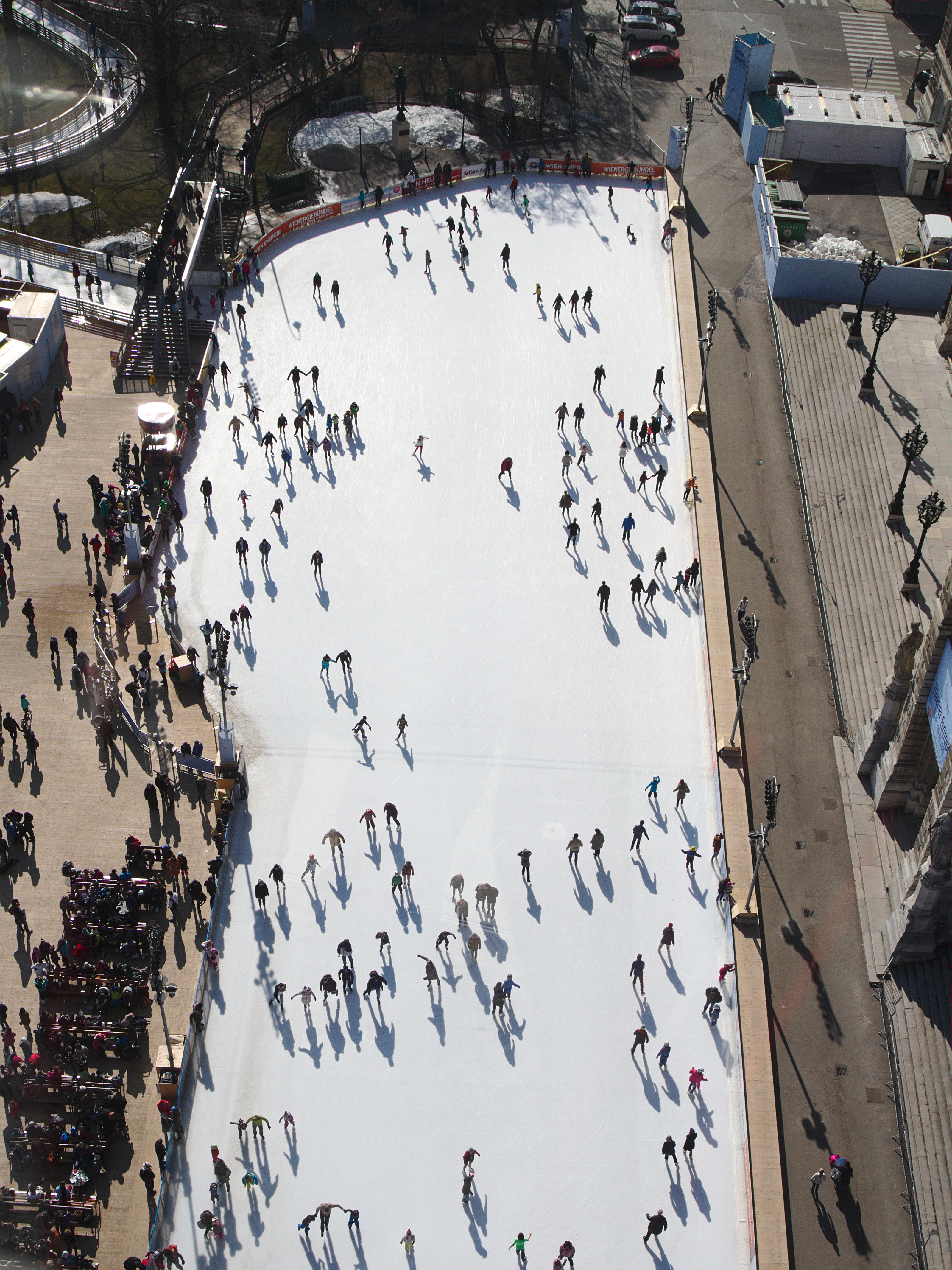
Eisfläche vor dem Rathaus, Ansicht aus einem Panoramalift in der Saison 2015.

Der Wiener Eistraum ist ein mobiler Eislaufplatz, der seit 1996 alljährlich in immer wieder erweiterter Form auf dem Rathausplatz in Wien aufgebaut wird und zu den Publikumsmagneten der Stadt zählt.
Mit einer Fläche von mehr als 10.000 Quadratmetern (Stand: 2025) zählt der Wiener Eistraum zu den drei größten mobilen Eislaufflächen Europas und stellt seit 2019 zudem den weltweit ersten Eislaufplatz auf zwei unterschiedlichen Ebenen dar.

## Eisfläche
Um den mit freiem Auge kaum bemerkbaren Niveauunterschied in Richtung Burgtheater auszugleichen, sind etwa 3.000 Kubikmeter Schotter und Grädermaterial notwendig. Die Holzkonstruktion des Eislaufplatzes wird von ungefähr 12 Bediensteten der Magistratsabteilung 49 – Forstamt und Landwirtschaftsbetrieb der Stadt Wien aus Naßwald in etwa 13 Tagen errichtet. Von den ungefähr 460 Kubikmetern Holz, die dabei verbaut werden, können etwa 400 Kubikmeter im nächsten Jahr wieder verwendet werden. Unterstützung finden sie dabei unter anderem in den Mitarbeitern der Firma, die für die Kühlung der Eisfläche zuständig ist und dafür rund 250.000 Meter Kühlschläuche zu den drei Eisproduktionsmaschinen verlegt.
Zusätzlich zu den immer wieder erweiterten Eisflächen zum Eislaufen und Eisstockschießen (2003: 1.800 Quadratmeter und drei Eisstockschießbahnen, 2007 4.400 Quadratmeter und sechs Eisstockschießbahnen) kam 2005 auch noch der sogenannte 270 Meter lange „Traumpfad“, der durch den südlichen Teil des Rathausparks führt. 2006 wurde dieser Traumpfad wegen des großen Publikumserfolgs auf eine Länge von 350 Meter oder 410 Meter verlängert und führt nun bis zur Ringstraße und von dort zurück bis zu den Eislaufflächen.
Bis zum Jahre 2014 ist die gesamte Eisfläche auf 7.000 Quadratmeter angewachsen, der Traumpfad hat eine Länge von 750 Metern. Zusätzlich gab es 2013 eine 480 Quadratmeter große synthetische Eislauffläche für die ersten Versuche ohne bei einem Sturz nass zu werden.

## Gastronomie
Im nicht eintrittspflichtigen Bereich des Wiener Eistraums versorgen sechs Gastronomiebetriebe die Eissportler und Zaungäste mit Getränken (Punsch, Glühwein und so weiter) und Speisen der nationalen und internationalen Küche, was zur Beliebtheit des Eistraums beiträgt. Unter anderem vertreten ist das größte vollzertifizierte Bio-Restaurant der Welt (Luftburg – Kolarik im Prater) mit einem Restaurant für 200 Personen – Kolarik am Eistraum. Seit dem Jahr 2013 wird Essen und Trinken aus Umweltgedanken nicht mehr in Einweggeschirr oder PET-Flaschen ausgegeben, sondern ausschließlich in Mehrweggeschirr.
Auffällig ist auch die originalgetreu nachempfundene Almhütte die von der Firma Kolarik bewirtschaftet wird.

## Unterhaltungsprogramm
Die zur Unterhaltung der Besucher des Eistraums gespielte Musik kommt von Radio Wien. Zusätzliche Attraktionen sind die Vidi-Wall, auf der 1999 die Schi-WM und 2002 für Österreich wichtige Bewerbe der Olympischen Winterspiele in Salt Lake City auf bereits zwei Vidi-Walls übertragen wurden.
Ebenfalls starke Publikumsmagneten sind die Präsentationen von Musical-Highlights (2003: „Wake up“, 2004: „Elisabeth“, 2005: „Romeo und Julia“ und andere) sowie sonstige Aktivitäten.

## Besucherzahlen
Als Besucherzahlen (Eissportler plus nichtzahlende Besucher des Rahmenprogramms und der Gastronomie) nennt die Rathauskorrespondenz:
- 2002: rund 340.000 Personen in 44 Tagen[16]
- 2003: rund 380.000 Personen in 45 Tagen[19]
- 2004: rund 350.000 Personen in 45 Tagen[20]
- 2005: rund 430.000 Personen in 45 Tagen[21]
- 2006: rund 500.000 Personen in 45 Tagen[22]
- 2007: rund 425.000 Personen in 45 Tagen[23]
- 2008: rund 390.000 Personen in 45 Tagen[24]
- 2009: rund 470.000 Personen in 45 Tagen[25]
- 2010: rund 560.000 Personen in 45 Tagen[26]
- 2011: rund 520.000 Personen in 45 Tagen[27]
- 2012: rund 570.000 Personen in 45 Tagen[28]
- 2013: rund 590.000 Personen in 45 Tagen[29]
- 2014: rund 650.000 Personen in 45 Tagen[30]
- 2015: rund 700.000 Personen in 45 Tagen[31]
- 2016: rund 650.000 Personen in 45 Tagen[32]

## Finanzen
Über den wirtschaftlichen Erfolg des Wiener Eistraums liegen kaum Zahlen vor. Einem Bericht des Kontrollamts Wien nach erzielte der Eistraum im Jahr 2001 einen Umsatz von 1,12 Millionen Euro. Im Jahr 2000 wurden Kosten von 13 Millionen Schilling (rund 0,94 Millionen Euro) genannt, während 1996 noch 7 Millionen Schilling (0,51 Millionen Euro) vermeldet wurden.